# 湖南卫视
湖南卫视，正式名称为湖南广播电视台卫视频道，昵称芒果台，是湖南广播电视台拥有的一条以普通话广播，又以娱乐综艺为主的上星综合频道，为湖南广播电视台影响力最大的频道，也是中国大陆最重要的地方卫星电视频道之一。
湖南卫视于1970年9月29日正式开播时称湖南电视台，并更为现名，同时由原来的“芙蓉花”方形台标更改为现在的台标。此外，湖南卫视在收视率、品牌价值、营收等方面连续多年居中国省级卫星电视频道第一位。

## 历史

### 新闻立台
1970年9月29日，湖南电视台在湖南省长沙市开播，呼號“湖南电视台”。
1997年1月1日，湖南电视台第一套节目經原國家廣電總局卫星电视播出，呼號“湖南卫视”。7月11日，开播综艺类娱乐栏目《快乐大本营》取得巨大成功。
早期湖南卫视以新闻节目为主、“新闻立台”。1997年共有综合类、调查类、经济类、体育类共17个新闻大类节目。但由于收视不佳，湖南卫视于1998年对其新闻节目进行改革，以“新闻出省”为目标。1998年，先后推出早间新聞雜誌節目《瀟湘晨光》、音樂節目《音樂不斷》、電視速配節目《玫瑰之約》、戏剧节目《聚艺堂》。改革后的《晚间新闻》突破传统，率先在全国采取“说”新闻的播报风格。1999年，推出《音乐不断》衍生节目《音乐不断歌友会》以及马东主持的热点谈话节目《有话好说》，柴静、王燕主持的新锐访谈节目《新青年》；同时在北京、上海等地设立记者站，成为在当时众多新闻现场除中央媒体外唯一的地方媒体。
2000年，湖南卫视提出“快乐、关爱、精彩” 的频道特色定位，開播财经节目《今日财经》、新闻评论节目《今日谈》、娛樂新聞節目《娛樂無極限》、旅游节目《湘女出行》，并开始承办全国性活动“中国金鹰电视艺术节”。娱乐、新闻节目起头并进。
2001年2月，湖南经视播出的《经济环线》节目因包含中国首届民企的一些争议言论而被停播；3月，《有话好说》因推出“走近同性恋”专题被国家新闻出版广电总局勒令停播整改：节目邀请嘉宾李银河及男、女同性恋者和观众探讨同性恋话题。湖南卫视新闻中心在这两起“导向事故”后决定停播评论类节目以减少政治风险。

### 转型娱乐
2003年1月，湖南卫视明确定位为“娱乐、信息为主的个性化综合频道”，以“锁定年轻，锁定娱乐，锁定全国”的整体策略，撤销《潇湘晨光》、《今日谈》等一批新闻栏目，将原晚间黄金时段的《湖南新闻联播》提早至晚上六点半播出，全天推出针对不同收视人群的五大剧场，形成以时尚资讯和影视剧为主的特色编排。4月，谈话节目《背后的故事》开播。7月，调整内部编制，将社教中心和文体中心整合为节目中心，在《快乐大本营》班底基础上组建大型活动中心，负责湖南卫视所有晚会和大型活动的筹办，在全国省级卫视首设研发中心和企划推广部。8月17日，《新青年》转型为由刘仪伟主持的求职真人秀后改版播出。8月31日，曹颖加盟湖南卫视后，主持的首档节目——影视偶像选拔真人秀栏目《金鹰之星》开播。12月，相声演员大兵加盟湖南卫视并出任《新青年》主持人。当年，湖南卫视平均收视率跃升为国内所有上星频道第六名，省级卫视第一名。
2004年5月，湖南卫视举行“快乐中国·超级女声”全国性大众音乐电视活动，《新青年》更名为“行业状元秀”《谁是英雄》。6月，湖南卫视提出“快乐中国”理念，率先提出全力打造“最具活力的中国电视娱乐品牌”，这也是国内首家对自身品牌进行清晰定位与形象区隔的电视媒体。11月，开播午间新型资讯节目《播报多看点》。12月，与中国乒协合作承办体育盛事“尖峰对决，国球大典——2004世界对中国乒乓球对抗赛”。
2005年1月，由杨澜加盟的女性访谈节目《天下女人》开播，湖南衛視并将每周晚间9点半播出的七大自办节目打通为“快乐中国930”栏目带。3月，再次举办《超級女聲》，取得空前成功，“超女”熱潮席捲全國，甚至成为当年社会现象，總決賽更創下了11.65%（CSM31省会城市数据）的國內省級衛視綜藝節目收視記錄，湖南衛視亦由此奠定了中國省級衛視“領頭羊”的地位。9月1日，湖南卫视安排斥资800万购入的韓劇《大長今》紧接《超级女声》播出，创造了全国电视台晚间十点档的收视奇迹。12月，首度举办“快乐中国湖南卫视跨年演唱会”，在全国首创“跨年演唱会”品牌。
2006年初，湖南卫视对节目编排作出重大调整，將“金鹰剧场”移至晚间十点的次黄金档，先后引进港剧《金枝欲孽》、日剧《阿信》，黄金档则主力播放自制綜藝節目及大型晚会，原“快乐中国930”节目带提前为“快乐中国730”，与其他电视台形成差异化竞争。《晚间新闻》改名为《晚间》，推出反转剧《爱情魔方》、脱口秀节目《津津乐道》、演唱会栏目《超级歌会》、青少年团体竞技节目《阳光伙伴》。4月，连续第三年举办《超级女声》，年内创收超过3亿元人民币，创造了中国国内单一电视活动营销的最高记录。5月，在晚间730时段播出湖南经视王牌节目《越策越开心》。9月，推出角色互换节目《变形计》。12月，推出明星演唱竞技真人秀《名声大震》，“金鹰剧场”改名为“金鹰独播剧场”。
2007年起，湖南卫视引进外国综艺版权模式，开始对部分栏目实施季播化编排。3月16日，明星挑战类真人秀节目《勇往直前》首播。4月，启动《快乐男声》选秀。8月，推出竞技节目《我是冠军》，与香港TVB合办明星舞蹈竞技节目《舞动奇迹》。2008年1月，推出直播互动节目《快乐2008》，3月，推出益智竞技节目《以一敌百》。4月，配合“高端崛起”战略，在零点档推出高端文化节目《零点锋云》、财经节目《听我非常道》，引进知名主持人陈鲁豫主持的访谈节目《快乐心灵 鲁豫有约》在晚间730时段播出，原时段的《晚间》因3月改版失败宣布改为周播，后直接停播。6月，湖南经视户外闯关节目《奥运向前冲》登陆黄金档播出，“汉语桥”世界大学生中文比赛自第七届起落户湖南卫视。8月，推出脱口秀节目《天天向上》，成为湖南卫视又一王牌常规节目。9月，以《奥运向前冲》为蓝本推出《智勇大冲关》。12月，推出音乐互动节目《挑战麦克风》。2009年3月，推出音乐打榜节目《节节高声》，4月，推出明星真人秀《一呼百应》。5月，启动首届《快乐女声》选秀。7月，推出刘谦加盟的魔术节目《金牌魔术团》。8月，与天娱传媒合制的偶像剧《一起来看流星雨》高居全国同时段收视冠军，频道全国城市网（CSM22）单月收视首次超过央视一套，获得全国第一。11月，推出生活脱口秀节目《百科全说》，情感节目《真情》重启升级为《8090》，转以青少年为对象，12月，推出婚恋交友节目《我们约会吧》。2010年，首次举办“金芒果粉丝节”、“成人礼”、“七夕”晚会等主题活动。2011年春节档，播出的杨幂、冯绍峰主演的电视剧《宫》爆红荧屏，接档剧《回家的诱惑》以最高收视率过5、收视份额超过25%的成绩成为十年来全国收视最高的电视剧。11月，首次试水周播剧，增设“芒果周播剧场”，每周日晚七点半播出两集电视剧《被遗弃的秘密》，因收视欠佳在播放七周后宣布停播。

### “限娱令”后的影响
2012年初，为应对广电总局“限娱令”，湖南卫视进行大规模节目调整，黄金档仅保留《快乐大本营》《天天向上》两档综艺节目，《我们约会吧》等综艺节目调至午间档，平日黄金档恢复播出电视剧，增设“金芒果独播剧场”，与晚十点“金鹰独播剧场”形成“双核”剧场格局，并推出专题访谈节目《新闻当事人》、法制专题节目《辨法三人组》、公民道德节目《平民英雄》、新闻评论栏目《新闻公开课》。这一转型并未收到预期效果，自3月起收视持续低迷，最惨淡时收视率曾跌至第18名，为此湖南卫视曾连续腰斩三部收视欠佳的电视剧。在经历上半年的收视危机后，湖南卫视推出“七月怒放”改版计划，取消金芒果剧场，把金鹰独播剧场前移至黄金档，开辟《百变大咖秀》《向上吧少年》《完美释放》等晚十点节目带，周末次黄金档重开“第一周播剧场”，以古装大剧《轩辕剑之天之痕》打头阵。经此一系列力挽狂澜的变革，湖南卫视收视率重回省级第一。
2013年1月和10月，湖南卫视推出引进韩国MBC电视台模式制作的歌唱竞技节目《我是歌手》和明星亲子节目《爸爸去哪儿》，前者在国内首度引入歌手同场真唱竞技的比拼形式，后者掀起了全国亲子真人秀节目热潮，双双成为现象级节目。
2014年1月，湖南卫视推出定制周播栏目剧时段“青春星期天”，尝试周播剧边拍边播。4月20日，官方网站“金鹰网”与旗下视频网站“芒果TV”合并成官方新媒体平台“芒果TV”，开始独播湖南卫视自制综艺节目。7月，周三、四晚十点档自制综艺暂停，改为专门播放古装剧的“钻石独播剧场”。2015年，“青春星期天”扩展为“青春进行时”，为应对广电总局“一剧两星”新规，除周五、六外，“金鹰独播剧场”后移至晚八点播出，集数由三集缩减至两集，空余时段由生活类节目“730节目带”填补，年内新推三档真人秀节目《真正男子汉》《偶像来了》《全员加速中》。2016年7月，在周日晚十点档开设“超级独播剧场”《青云志》，因收视不佳与“钻石独播剧场”换档，其后正式停档。2017年1月，“钻石独播剧场”因收视低迷被取消，由以青春爱情题材为主的“青春进行时”统一周间时段。3月，电视剧《人民的名義》首播，创下了近十年来中国国产电视剧的最高收视记录。年内推出系列慢综艺节目《向往的生活》《中餐厅》《亲爱的·客栈》。12月底，在周末日间档推出“快乐中国 新品点映”试播编排，首度对四档题材各异的节目进行试播。
2018年中共中央第八巡视组对湖南广播电视台进行了巡查，结果认为电视台存在节目制作“过度娱乐化”，还指出党委领导、纪委监督、财务管理、对外投资、物资采购、工程建设等领域存在问题，要求中共湖南省委对此做出整改。随后湖南广播电视台党委后制订《坚持新闻立台防止过度娱乐化问题的若干规定》，在晚上8点时段安排播出《平“语”近人——习近平总书记用典》、《新时代学习大会》、《为了人民》、《奋斗新时代》等新闻公益节目。

### 工作室制度改革
2018年1月，湖南卫视内部体制进行重大变革，推行一线团队工作室制度，将头部制作团队升级为拥有更大自主权、拥有独立品牌的工作室，激励团队创新创优。5月25日，湖南卫视为王琴、沈欣（后更名为天天向上工作室）、刘建立（后于2025年4月5日调至金鹰卡通卫视担任副总监）、陈歆宇（陈歆宇已离职后已跳槽至爱奇艺，由王鹏飞接手更名为王鹏飞团队）、徐晴（已解散，后本人跳槽至腾讯视频成立天晴工作室，原工作室执行制片人龚丹霞带领核心成员成立创新小组）、刘伟、王恬等7个工作室进行了授牌。11月9日，将孔晓一（后跳槽至芒果TV并降格为团队）、洪啸（后跳槽至芒果TV）、安德胜、秦明4个节目制作团队升级为“导演工作室”，专注后期制作的卞合江团队也升级为“专业工作室”。年内，湖南卫视内部孵化创新型电视节目的“飚”计划第一轮冠军方案《声临其境》、第七轮冠军方案《声入人心》相继开播。
2019年3月，在周末下午推出国内首创的试播节目时段“青春风向飙”，试播节目样片或优秀创意节目，后改为精选芒果TV自制节目先网后台播出。
2020年2月，在全国抗击新型冠状病毒肺炎，群众宅家自我隔离之时，湖南卫视首推艺人各自在家中录像或视频连线互动的“云录制”概念，在五天时间内策划推出两档创新云录制节目：由《快乐大本营》节目组制作的《嘿！你在干嘛呢？》和《天天向上》节目组制作的《天天云时间》，并在2月7日晚间首播。
2020年8月31日午夜0時0分0秒，湖南省全省的地面模拟电视信号停止播送，其中包括湖南卫视。至此，湖南全省的地面电视信号全面数字化、高清化播出。
2020年9月30日，湖南广播电视台启用全新4K超高清新闻演播厅（湖南卫视《午间新闻》和《湖南新闻联播》使用）。

### 品牌形象升级与双平台融合
2021年4月14日，湖南卫视将原有的“青春风向飙”时段升级改版为“季风综艺”，并调整为每週三22:00播出。
2021年5月24日，湖南卫视以每周2集、单集70分钟的芒果季风剧场，代替原有的“青春进行时”周播剧场，以台网联播的12集周播短剧为特色。
2021年9月30日，湖南卫视进行口号升级，官方口号由沿用十七年的“快乐中国”改为“青春中国”，10月2日，湖南卫视数字主持人“小漾”首次亮相。
2022年5月，湖南卫视与芒果TV正式宣布启动双平台融合战略，双方在节目内容和营销体系上将进行深度融合。此前，湖南广电在芒果TV综艺节目立项委员会班底基础上组建了双平台综艺立项委员会，规范内容制作全流程管理，有效控制节目成本，双平台综艺立项委员会由芒果TV分管综艺板块的副总裁周山担任主任。2022年5月起，双平台主要负责人初步实现交叉任职，芒果超媒总经理、芒果TV总裁蔡怀军兼任湖南卫视党委书记，湖南卫视总监宋点兼任芒果超媒党委副书记。2022年6月起，双平台党委班子成员实现交叉任职，芒果超媒、芒果TV党委委员郑华平、梁德平兼任湖南卫视党委委员。此外，芒果TV负责平台运营的副总裁方菲开始兼任湖南卫视副总监并接替周海分管总编室，原负责分管湖南卫视总编室的副总监周海则改任芒果超媒党委委员、纪委书记，芒果TV广告营销中心总经理万琳亦开始兼任湖南卫视广告部主任。

### 高清化制播
2008年，湖南卫视高清频道开播，在台内试播至2009年9月28日上星播出，聯播标清版本的湖南卫视。
2016年8月31日凌晨3:08，湖南卫视标清频道画幅调整为16:9；其后，台标于3:22缩小以适应16:9画幅，5:42正式开始高标清同步16:9播出。之后，高清频道在《湖南新闻联播》重播也开始同步标清频道出现“重播”标志，以及新闻直播时段全程报时器和非新闻节目期间的逢半点报时器。
自《2019苏宁易购11.11嗨爆夜》直播开始，湖南卫视在大型直播节目播出期间，均会全程撤下逢半点报时器。
2019年11月20日，中央广播电视总台“央视频”APP上线，除提供央视频道直播外，也提供了包括湖南卫视在内的多家地方卫视直播。这意味着在2012年7月芒果TV下架湖南卫视后，时隔7年多再次有正规网络视频平台提供该湖南卫视全天候实时直播（央视网无網路版权的节目则只提供音频直播）。

## 节目

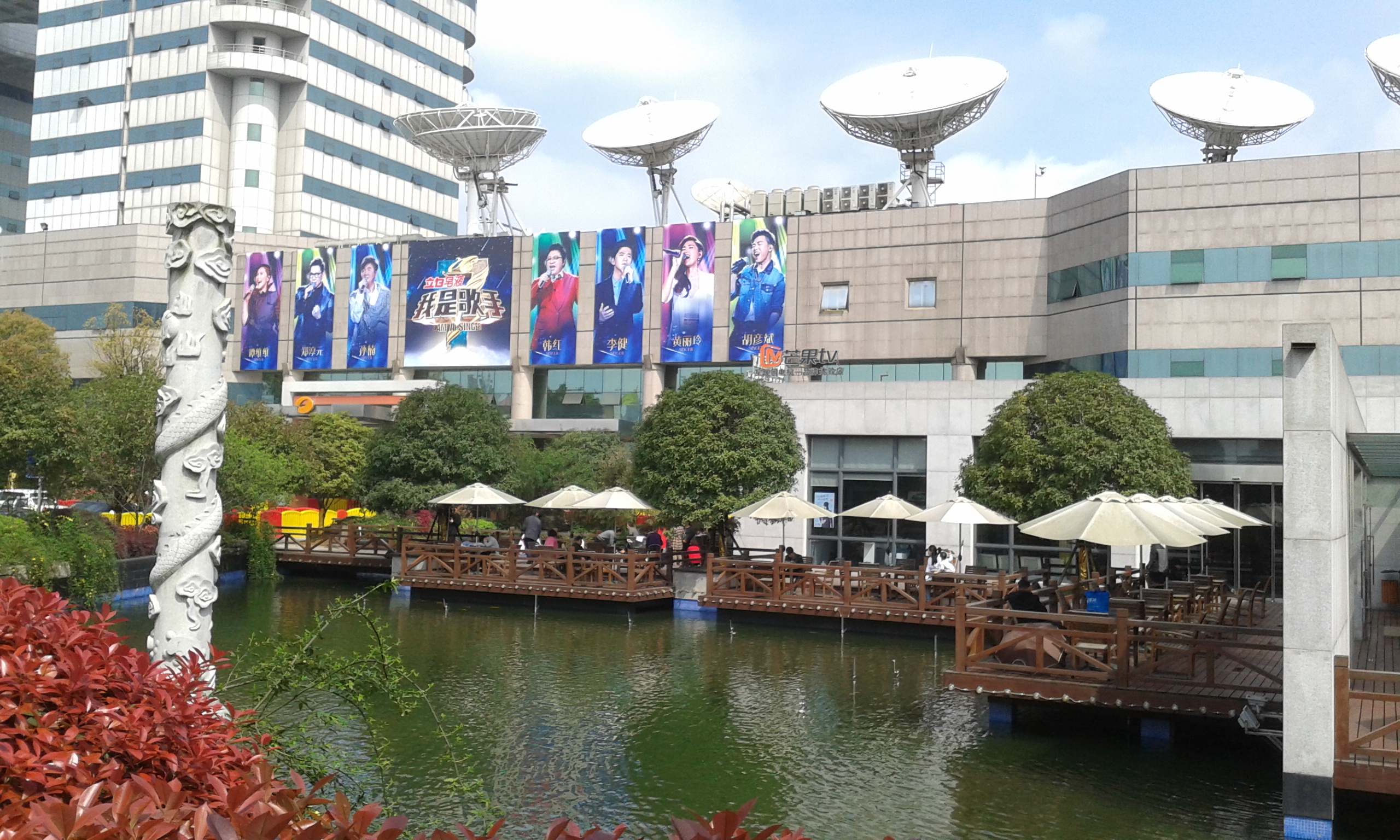
作为粉丝经济的代表，湖南广电是中国国内首个单独建设观众候场大楼（粉丝楼）的电视台

作为中国国内影响力最大的地方卫视之一，湖南卫视在中国电视史上具有较重要的地位。该频道播出的《快乐大本营》、《天天向上》等节目被认为是中国大陆最具影响力的老牌综艺节目之一。而《湖南卫视跨年晚会》、《金鹰电视艺术节》、《湖南卫视春节联欢晚会》、《元宵喜乐会》等大型综艺节目亦具有广泛影响力。而《歌手》、《爸爸去哪儿》、《超级男声》、《超级女声》、《新闻大求真》等节目也引起了较大关注。
湖南卫视考虑平台特色及收视族群，电视剧以偶像时装、偶像古装、家庭时装等为主，鲜少有正剧或战争片（献礼剧、自制剧集除外）。2012年之前，所播出的剧种包含自制剧、制作公司外购的本土剧、台剧、韩剧，少数港剧跟日剧。从2012年开始，境外剧集基本全面退出湖南卫视熒幕，所播剧集几乎是自家以及与其他机构合作制作的剧集，仅保留凌晨时段播出经典老剧、境外剧和电影，一直至2016年开始彻底取消凌晨剧场。从2018年9月起，金鹰独播剧场、青春进行时在无招商冠名期间则跳过导视进入和剧场片头。
从2009年开始，湖南卫视及湖南广播电视台旗下影视制作公司芒果影视（原经视文化传播）加大對自制剧的投资，除了自家自制的戏剧，也与其他独立的影视公司共同制作，经常合作的制作公司有华策影视、梦幻星生园、唐人影视、上海华萍影视、歡瑞世紀、华夏视听等。目前，湖南卫视是国内少数能自制电视剧集的电视台，且产量越來越多。因政治需求，2013年11月和2013年12月，湖南卫视两次与央视一套联合播出电视剧《咱们结婚吧》、《毛泽东》。
从2017年9月1日起，应湖南省委要求，湖南卫视会在节目开始前广告时段期间不定期安排播出公益广告，末尾版权页以“青春扬益”口号（带黄色“芒果表情”三维动画图案）。

### 跨频道合作

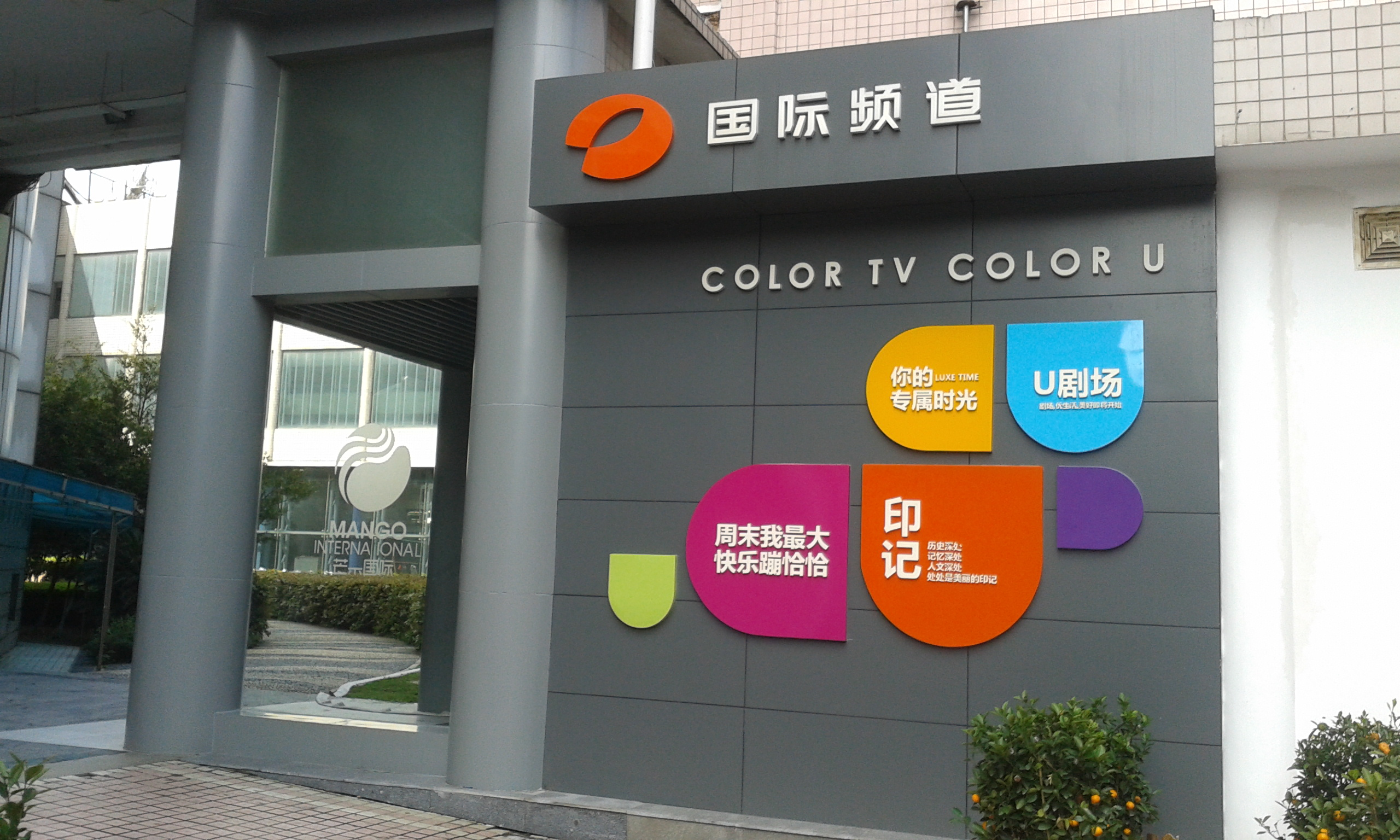
湖南广播电视台国际频道的办公区，湖南卫视是中国大陆较早开设海外频道的地方卫视

隨著頻道資源的不斷充裕及實力的加強，湖南衛視積極拓展與其他電視台的合作。2007年與香港電視廣播有限公司（TVB）合作製作《舞動奇跡》系列節目，使得TVB藝人大幅增加在中國內地的曝光率；2012年7月製作的綜藝節目《百變大咖秀》，也邀得TVB藝人王祖藍任長期的節目嘉賓，而藝人也紛紛北上湖南衛視節目露臉。國際方面，湖南衛視與韓國MBC電視臺展開合作，一些節目的授權湖南衛視有優先的權利，如2013年大熱的《我是歌手》；另外，湖南衛視跨年演唱會上也會直接連線MBC的電視畫面。其他的合作還有電視劇集的翻拍等。由于2017年中韩关系因韩国单方面部署战略性侵略性导弹防御系统导致的全面交流冻结，至此湖南卫视与韩国方面的媒体合作则会越来越少甚至不了了之。
2013年9月湖南广播电視台台長魏文彬率領電視臺人員到達台灣，展開了短期的電視節目展，隨後與中天電視展開合作。期間中天旗下頻道中天娛樂台以“解碼電視湘軍”為主題，各播放了兩集《奇舞飛揚》、《天天向上》和《快樂男聲》。同样，湖南卫视在新马地区与Astro和星和电信达成战略合作，目前湖南卫视大多综艺晚会都会通过Astro QJ、HUB都会台双平台同步直播和延后录播（后Astro因版权到期，于2021年10月终止和湖南卫视的合作，2023年10月27日，Astro再次续约与湖南卫视合作，为期1年）。2012年末起，湖南衛視與央視展開深度合作，合作項目包括主持人互相外派、電視劇集聯播、收視率的調查等。。除此之外，湖南衛視也在尋求和更多不同地區的電視台加深合作，以拓展業務及影響力。

### 主持人／艺人[來源請求]
湖南卫视的主持人、艺人事务由频道节目制作中心下设的演艺事务部（2022年管理体系重构后改组为主持人管理部）负责，实行与电视广播有限公司类似的合约制管理模式（除汪涵和李锐具有湖南广播电视台事业编制外），卫视旗下的全约艺人通常情况下不会主持或出演其他卫视的节目以及除芒果TV以外的其他平台的網路视听节目；新闻主播隶属于湖南广播电视台新闻中心，具有湖南广播电视台事业编制。

#### 現役
| 综艺、娱乐节目主持人1 | 综艺、娱乐节目主持人1 | 综艺、娱乐节目主持人1 | 综艺、娱乐节目主持人1 | 综艺、娱乐节目主持人1 | 综艺、娱乐节目主持人1 | 综艺、娱乐节目主持人1 |
| --------------------- | --------------------- | --------------------- | --------------------- | --------------------- | --------------------- | --------------------- |
| 何炅                  | 汪涵                  | 李锐                  | 沈梦辰                | 靳梦佳                | 吴泽林                | 鄭方一                |
| 吴蕙岑                | 莊宇光                |                       |                       |                       |                       |                       |
| 实习主持人            |                       |                       |                       |                       |                       |                       |
| 李瑜                  | 張雅琪                | 陈怡多                | 廖雨苇                |                       |                       |                       |
| 新闻、资讯节目主持人  |                       |                       |                       |                       |                       |                       |
| 刘梦娜                | 魏哲浩                | 熊琪                  | 万欣                  | 王昊旸                | 何娟                  | 孙璞                  |
| 潘丹                  | 刘佳颖                | 张晶晶                | 赵悦彤                |                       |                       |                       |

1. 不列台内其他传媒机构合作主持人（如天娱传媒）。

#### 已離開
- 金晓琳
- 冯祺
- 郑慧琳
- 杨益
- 舒高
- 仇晓
- 王燕
- 柴静
- 大兵
- 李好
- 李响
- 彭宇
- 李湘
- 曹穎
- 孙骁骁
- 赵子靓
- 邱啟明
- 朱丹
- 李呈媛
- 大鹏
- 魏巍
- 田源（转幕后）
- 矢野浩二
- 金恩圣
- 俞灏明
- 张丹丹（转幕后）
- 杨乐乐（转幕后）
- 马思超
- 刘承林
- 侯朋岩
- 张超
- 代玮
- 仝卓
- 高天鹤
- 郭虹旭
- 袁广泉
- 戴宸
- 殷浩伦
- 何亮辰
- 钱枫
- 王一博
- 大张伟
- 李浩菲
- 鞠红川
- 蔡程昱
- 崔磊
- 刘国豪
- 孙乐言
- 杨一帆
- 袁帅
- 刘烨
- 吴昕
- 谢娜
- 李维嘉（软封杀）
- 杜海涛（软封杀）
- 冯禧
- 梁田
- 徐阳扬
- 王润琳

## 频道文化

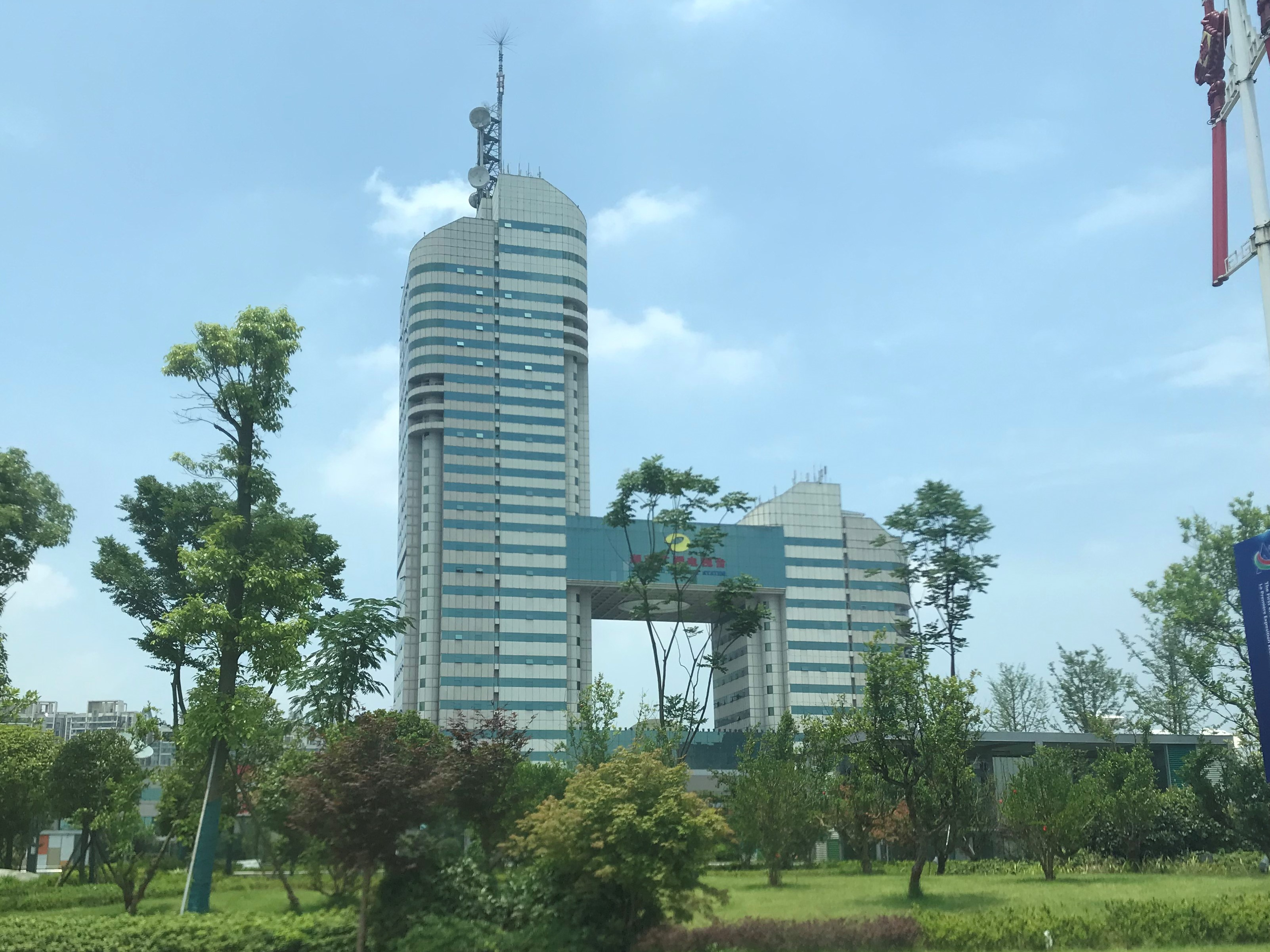
位于长沙的湖南广播电视台总部大楼

### 台标
湖南卫视的台标原意为“鱼米之乡”，一个橙色的椭圆形，其中左下角有一缺口，中间有一部分梭形的镂空，两者共同组成了一条鱼的形状，鱼头朝向右上方；单独看中间的梭形镂空部分，又像一个米粒。台标整体寓意湖南是鱼米之乡。台标的形状和颜色，使其像一个芒果，所以观众们给它取了个外号“芒果台”，而湖南卫视则接受这个外号，并把“芒果台”作为其官方别称。其官方网络电视平台也叫“芒果TV”。根据湖南卫视在2010年元旦的台庆晚会上的官方说明，该台标为美国设计师白诗丽设计，该设计师同时也是凤凰卫视台标的设计者。

### 口号[來源請求]
从2008年开始，频道标语会根据每一季度所播出的节目做适当的调整。
2015年7月1日，湖南卫视覆盖大连地区。在晚间时段，频道角标标语改为“你好，大连”，向大连观众问好。
2015年9月1日至5日，因纪念反法西斯战争胜利70周年，再加上暂停播出娱乐节目，口号临时改为“热血青春”，5天后改回“炫起来，更青春”。
2016年3月10日，湖南卫视口号改为“不负春光，飞扬青春”。之后由于“不负”词汇稍有歧义，容易导致台内领导不满，故改回“珍惜爱，更青春”口号。
每当重要节日的时候，在节目片尾版权页则会临时出现“芒果表情”装的祝福宣传片口号。

### 频道包装[來源請求]
湖南卫视自2000年组建动画工作室，2004年6月在此基础上成立总编室形象部（形象工作室），2022年管理体系重构后分拆为品牌推广中心形象工作室和节目生产中台中心包装工作室，负责湖南卫视频道形象策划、节目宣传片制作和频道全局包装，并由丁文山担任湖南卫视频道声。
2005年起，湖南卫视于每年年初（现固定在每年跨年演唱会开场前）进行“换版”，更新全频道视觉包装和版式风格。2006年，湖南卫视率先采用“流动角标”形式进行节目预告和看点推荐，吸引全国同类频道竞相模仿。
2020年，湖南卫视的大黄宣传片由金鹰卡通频道声、麦咭声优陈佳担任，大黄节日宣传片及部分节目中的女声配音由湖南交通广播主播秦瑞担任。

### 卡通形象[來源請求]
湖南卫视的卡通形象为戴着红白相间的鸭舌帽的黄色人偶“大黄”，同时也是频道的“快乐执行官”，由2017年的频道包装衍生而成，2018年正式亮相，设定为“性格呆萌，遇事总是慢半拍，浑身充满正能量”；他还有两位性格迥异的伙伴“女汉子”小红、“钢铁直男”小青。2019年起“大黄”加上衣服内嵌“OHO”或“BE HAPPY”字样和双手。

### 国歌播放
2017年10月1日，为贯彻落实《中华人民共和国国歌法》相关规定，湖南卫视会在国庆节、国际劳动节等重要的国家法定节日、纪念日期间须在上午10点整播放国歌，国歌片带与央视播放版本一致。2019年5月1日起，湖南卫视改在每天7:00播放国歌。

### 台歌[來源請求]
| 年份 | 歌名              | 演唱           | 作曲   | 作词     |
| ---- | ----------------- | -------------- | ------ | -------- |
| 2003 | 《我们正年轻》    | 湖南卫视主持人 | 张伯序 | 欧阳常林 |
| 2007 | 《我要我的快乐》  | 尚雯婕、谭维维 | 胡海泉 | 欧阳常林 |
| 2019 | 《青春19 潮我看》 | 湖南卫视主持人 | 刘子达 | 唐恬     |
| 2020 | 《青春2020》      | 潘柯夫         | 吴远丽 | 涂逸     |

### 其他
湖南省广电中心于2000年左右迁至长沙市开福区的马栏山。“马栏山”一名后因艺人谢娜在湖南卫视节目《快乐大本营》经常自称“我是马栏山、马栏坡、马栏镇、马栏村的马小姐”而逐渐成为节目代称并被观众所熟知。
随着湖南广电中心迁入，电视产业、文创产业、数字制作产业、和版权交易产业在马栏山地区逐渐发展，形成马栏山视频文创园。

## 收視率
| 年份 | 全天收视率（4岁以上人群） | 市場份額 | 省級衛視排名 | 上星频道排名（含央视） | 來源  |
| ---- | ------------------------- | -------- | ------------ | ---------------------- | ----- |
| 1997 |                           | 0.5      |              |                        |       |
| 1998 |                           | 0.7      |              |                        |       |
| 1999 |                           | 0.9      |              |                        |       |
| 2000 |                           | 1.0      |              |                        |       |
| 2001 |                           | 0.8      |              |                        |       |
| 2002 |                           | 1.2      |              |                        |       |
| 2003 | 0.251                     | 1.98     | 1            | 6                      |       |
| 2004 | 0.328                     | 2.582    | 1            | 6                      | CSM31 |
| 2005 | 0.417                     | 3.229    | 1            | 5                      | CSM31 |
| 2006 | 0.371                     | 2.86     | 1            | 6                      | CSM35 |
| 2007 | 0.411                     | 2.663    | 1            | 6                      | CSM31 |
| 2008 | 0.458                     | 2.866    | 1            | 6                      | CSM31 |
| 2009 | 0.533                     | 3.324    | 1            | 2                      | CSM31 |
| 2010 | 0.391                     | 3.069    | 1            |                        | CSM34 |
| 2011 | 0.409                     | 3.316    | 1            |                        | CSM39 |
| 2012 | 0.357                     | 2.834    | 1            |                        | CSM44 |
| 2013 | 0.399                     | 3.261    | 1            |                        | CSM46 |
| 2014 | 0.379                     | 3.186    | 1            |                        | CSM50 |
| 2015 | 0.408                     | 3.544    | 1            | 2                      | CSM50 |
| 2016 | 0.306                     | 2.731    | 1            |                        | CSM52 |
| 2017 | 0.299                     | 2.959    | 1            | 5                      | CSM52 |
| 2018 | 0.213                     | 2.292    | 2            |                        | CSM52 |
| 2019 | 0.257                     | 2.906    | 1            | 4                      | CSM55 |
| 2020 | 0.41                      | 3.66     | 1            |                        | CSM59 |
| 2021 | 0.39                      | 3.83     | 2            |                        | CSM63 |
| 2022 | 0.233                     | 2.996    | 2            | 6                      | CSM63 |

## 争议
湖南卫视与其他影响力较大的媒体一样，曾多次遇到争议性事件。
2017年，中国共产党湖南省委员会第一巡视组批评湖南卫视“‘娱乐立台’、‘以收视率论英雄’的思想根深蒂固”，“不能时刻紧绷‘党媒姓党’和‘政治家办台’这根弦”。随后湖南广播电视台开展了整改工作。